# 김재환 (영화 감독)
김재환은 대한민국의 영화 감독이다. 금융회사에서 잠깐 근무한 뒤 MBC에 입사하여 교양국 PD로 시사 프로그램을 제작하다 영화 감독으로 전향했다.
그의 데뷔작은 지상파 방송사의 맛집 소개 프로그램의 비하인드 스토리를 다룬 페이크 다큐멘터리 《트루맛쇼》이다. 이후 이명박의 대한민국 제17대 대통령 선거 참여 과정과 각종 비리 의혹을 담은 《MB의 추억》, 한국 대형 교회의 이면을 다룬  《쿼바디스》등을 잇달아 내놓으며 주목받았다. 서울시 공무원 간첩조작 사건을 다룬 《자백》의 프로듀서를 맡기도 했다.

## 작품
- 트루맛쇼 (2011)
- MB의 추억 (2012)
- 쿼바디스 (2014)
- 자백 (프로듀서, 2016)
- 미스 프레지던트 (2017)
- 칠곡 가시나들 (2019)